# دولت نخست احمد مشیرالسلطنه
کابینه نخست احمد مشیرالسلطنه نام چهارمین کابینه مشروطه و سومین کابینه قانونی است که پس از ترور نخست وزیر سابق، میرزا علی اصغر اتابک، از ۲۳ شهریور ۱۲۸۶ (۷ شعبان ۱۳۲۵) تا ۲۴ مهر ۱۲۸۶ (۱۰ رمضان ۱۳۲۵) به مدت ۳۱ روز بر سر کار بود کابینه او مورد دلخواه جریان افراطی مشروطه خواه نبود و بسیاری از تندروان مجلس، از جمله سید حسن تقی‌زاده، با برنامه‌های او مخالفت کردند. در نهایت مجلس او را برکنار می‌کند و محمد علی شاه ناصرالملک را نخست وزیر می‌کند.

## هیئت دولت
| مقام             | نام                           | نام            | آغاز تصدی      | پایان تصدی     | حزب سیاسی      | منبع           |                |                |                |
| دفتر نخست‌وزیری   | دفتر نخست‌وزیری                | دفتر نخست‌وزیری | دفتر نخست‌وزیری | دفتر نخست‌وزیری | دفتر نخست‌وزیری | دفتر نخست‌وزیری | دفتر نخست‌وزیری | دفتر نخست‌وزیری | دفتر نخست‌وزیری |
| ---------------- | ----------------------------- | -------------- | -------------- | -------------- | -------------- | -------------- | -------------- | -------------- | -------------- |
| نخست‌وزیر         | میرزا احمدخان مشیرالسلطنه     | ۲۳ شهریور ۱۲۸۶ | ۲۴ مهر ۱۲۸۶    |                |                |                |                |                |                |
| وزیران           |                               |                |                |                |                |                |                |                |                |
| وزارت علوم       | جعفرقلی نیرالملک              | ۲۳ شهریور ۱۲۸۶ | ۲۴ مهر ۱۲۸۶    |                |                |                |                |                |                |
| وزارت مالیه      | میرزا محمدعلی خان قوام الدوله | ۲۳ شهریور ۱۲۸۶ | ۲۴ مهر ۱۲۸۶    |                |                |                |                |                |                |
| وزارت فواید عامه | نظام‌الدین مهندس‌الممالک غفاری  | ۲۳ شهریور ۱۲۸۶ | ۲۴ مهر ۱۲۸۶    |                |                |                |                |                |                |
| وزیر امور خارجه  | میرزا جوادخان سعدالدوله       | ۲۳ شهریور ۱۲۸۶ | ۲۴ مهر ۱۲۸۶    |                |                |                |                |                |                |
| وزارت تجارت      | میرزا تقی خان مجدالملک        | ۲۳ شهریور ۱۲۸۶ | ۲۴ مهر ۱۲۸۶    |                |                |                |                |                |                |
| وزارت عدلیه      | میرزا حسن خان مشیرالدوله      | ۲۳ شهریور ۱۲۸۶ | ۲۴ مهر ۱۲۸۶    |                |                |                |                |                |                |
| وزارت داخله      | احمد مشیرالسلطنه              | ۲۳ شهریور ۱۲۸۶ | ۲۴ مهر ۱۲۸۶    |                |                |                |                |                |                |
| وزارت جنگ        | میرزا حسن خان مستوفی الممالک  | ۲۳ شهریور ۱۲۸۶ | ۲۴ مهر ۱۲۸۶    |                |                |                |                |                |                |